# Elecciones parlamentarias de Cuba de 1950
Las elecciones legislativas de Cuba de 1950 se realizaron el 1 de junio de ese año. El Partido Auténtico mantuvo la mayoría de escaños en el Congreso. A su vez, Antonio Prío, hermano del presidente Carlos Prío y Robert Varona, hermano del primer ministro Tony Varona, quienes se postularon para la gobernación de La Habana y Camagüey respectivamente por el oficialismo, fueron derrotados por la oposición.

## Gobernación de La Habana
Nicolás Castellanos, que inicialmente había pertenecido al Partido Auténtico, fue elegido Gobernador de La Habana, a través de Alianza Cubanidad, una coalición que aglutinaba a republicanos, miembros del Partido de Acción Unitaria de Fulgencio Batista, seguidores del expresidente Grau y comunistas.
| Candidato                          | Candidato             | Partido           | Votos   | Porcentaje |
| ---------------------------------- | --------------------- | ----------------- | ------- | ---------- |
|                                    | Nicolás Castellanos   | Alianza Cubanidad | 171.828 | 59%        |
|                                    | Antonio Prío Socarrás | Partido Auténtico | 119.555 | 41%        |
| Fuente: Time, 12 de junio de 1950. |                       |                   |         |            |